# Karl Hrdlicka
Karl Hrdlicka (* 25. September 1908 in Sigmundsherberg; † 27. Juli 1989 in Horn) war ein österreichischer Politiker (SPÖ). Hrdlicka war von 1954 bis 1959 Abgeordneter zum Landtag von Niederösterreich.

## Leben
Hrdlicka besuchte die Volksschule und absolvierte danach eine Lehre als Tischler. Zwischen 1927 und 1933 tat Hrdlicka Dienst im Bundesheer, danach war er Bauarbeiter. Er diente während des Zweiten Weltkriegs von 1939 bis 1945 erneut im Militär und war nach dem Krieg als Angestellter beschäftigt.

## Politik
Er wurde SPÖ-Bezirksparteiobmann im Bezirk Horn und Betriebsrat der Niederösterreichischen Gebietskrankenkassa, zudem wirkte er von 1946 bis 1950 als Vizebürgermeister und danach von 1950 bis 1970 als Gemeinderat in Frauenhofen bei Horn (heute St. Bernhard-Frauenhofen). Hrdlicka vertrat die SPÖ zwischen dem 10. November 1954 und dem 4. Juni 1959 im Niederösterreichischen Landtag. 